# Hétériarque
L’hétériarque (en grec : ἑταιρειάρχης), est un officier byzantin de haut rang, placé à la tête du corps impérial de l'Hétairie. Lors des IXe et Xe siècles, plusieurs hétériarques coexistent, pour chaque composante de l'Hétairie puis, seul le grand hétériarque ou méga hétériarque (μέγας ἑταιρειάρχης) subsiste, avant de ne devenir qu'un simple titre de cour lors des derniers siècles de l'Empire.

## Histoire
La fonction d'hétériarque est liée au régiment impérial de l'Hétairie, créé à partir du IXe siècle et qui recrute principalement des soldats étrangers. Il apparaît en 812 comme troupe de gardes du corps pour l'empereur en campagne. L'Hétairie impériale est ensuite divisée en plusieurs unités (trois ou quatre selon sources) avec un hétériarque à la tête de chacune d'elles.
Le grand hétériarque commande la grande Hétairie. Il est l'officier le plus important du corps des stratarques. Souvent, il n'est fait référence à lui qu'en tant qu'hétériarque. Chargé de la sécurité de l'empereur, il occupe un poste primordial et se voit confier des missions délicates. Le futur empereur Romain Ier Lécapène aurait occupé cette fonction, à laquelle lui aurait succéder son fils, Christophe Lécapène. Selon le De Ceremoniis écrit par Constantin VII Porphyrogénète, le grand hétériarque et ses hommes doivent protéger la tente de l'empereur en campagne et assurent la sécurité du palais impérial, en liens avec les pappias, des eunuques de cour.
Au XIe siècle, la fonction de grand hétériarque perd ses attributs militaires mais reste une importante position palatiale. Elle est détenue par plusieurs eunuques influents et par des nobles proches de la famille impériale, comme Georges Paléologue sous les Comnènes. Sous Manuel Ier Comnène, le grand hétériarque devient responsable de la production d'armes et mène d'importantes missions diplomatiques. La fonction est notamment occupée par Jean Doukas.
Sous les Paléologues, le grand hétériarque est une fonction tenue par des membres d'importantes familles nobles. Dans le Livre des offices du Pseudo-Kodinos, il est à la 25e position de la hiérarchie des fonctions palatines, entre le drongaire de la garde et le grand chartulaire. Dans d'autres listes équivalentes, il se situe entre la 23e et la 27e position. L'épouse du grand hétériarque est aussi membre de la hiérarchie palatine féminine et elle détient le titre de megale hetaireiarchissa. Des hétériarques ordinaires sont aussi attestés, à la 63e position, parfois à des positions plus basses.

## Sources
- (en) John B. Bury, The Imperial Administrative System of the Ninth Century : With a Revised Text of the Kletorologion of Philotheos, Oxford University Press, 1911
- (en) John F. Haldon, Byzantine Praetorians. An Administrative, Institutional and Social Survey of the Opsikion and Tagmata, c. 580-900, Bonn, R. Habelt, 1984, 669 p. (ISBN 3-7749-2004-4).
- Patricia Karlin-Hayter, « L'hétériarque. L'évolution de son rôle du De Cerimoniis au Traité des offices », Jahrbuch der österreichischen Byzantinistik, vol. 23,‎ 1974, p. 101-143
- (en) John F. Haldon, Warfare, state and society in the Byzantine world, 565-1204, Londres, Routledge, 1999 (ISBN 1-85728-494-1)
- (en) Alexander Kazhdan, Oxford Dictonary of Byzantium, Oxford University Press, 1991, 728 p. (ISBN 978-0-19-504652-6)
- (en) Paul Magdalino, The Empire of Manuel I Komnenos, 1143-1180, Cambridge University Press, 2002, 584 p. (ISBN 0-521-52653-1, lire en ligne)
- (en) Nicolas Oikonomidès, « Some Byzantine State Annuitants: Epi tes (Megales) Hetaireias and Epi ton Barbaron », Byzantina Symmeikta, vol. 14,‎ 2001, p. 9-28
- (en) Warren T. Treadgold, Byzantium and Its Army, 284-1081, Stanford University Press, 1995 (ISBN 0-8047-3163-2)